# Escultura maya
Escultura maya es un tipo de escultura de  la época precolombina. Además, este se encuentra en Centroamérica y parte de México, escultura cuyos motivos son generalmente una combinación de simbolismos supernatural y reproducciones de formas humanas y animales.
Para hacer dichos ejemplares los mayas requirieron de ciertos materiales como piedras, aunque también utilizaron trozos de madera, pero la herramienta que más utilizaron fueron los cinceles, con la ayuda de martillos elaborados de una clase de pedernal.